# Leptogaster varipes
Leptogaster varipes är en tvåvingeart som beskrevs av Wulp 1880. Leptogaster varipes ingår i släktet Leptogaster och familjen rovflugor. Inga underarter finns listade i Catalogue of Life.